# Rupertus Smolík
Rupertus Smolík (ur. 5 października 1832 w Pradze, zm. 22 sierpnia 1887 w Broumovie) – 56. opat klasztoru benedyktyńskiego w Broumovie, w latach 1886-1887.

## Działalność budowlana
Za panowania opata zbudowano:
- kaplicę Dobrej Woli w Vernéřovicach z kartuszem zawierającym herb[2] klasztoru w Broumovie z datą 1887 i inicjałami R.A.B, gdzie oznacza Rupertusa Smolíka[3] kolejne dwie litery AB to skrót tytułu w j. łac. Abbas Braunensis - opat w Broumovie[4]. Kaplica stoi przy kościele św. Michała Archanioła, należącym do broumovskiej grupy kościołów[5].
- nowe gimnazjum w Broumovie, obecnie Základní umělecká škola[6].

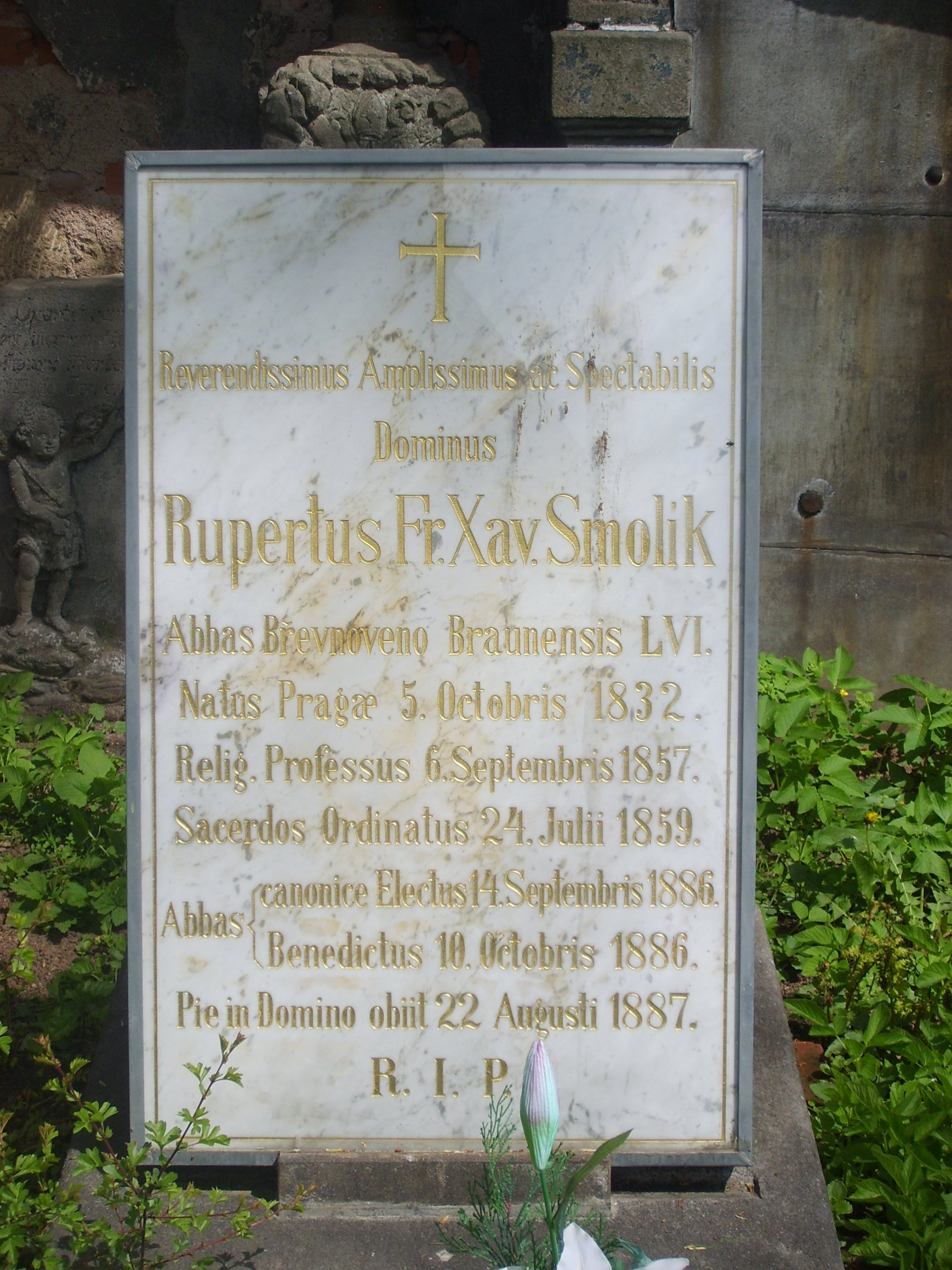
Nagrobek opata
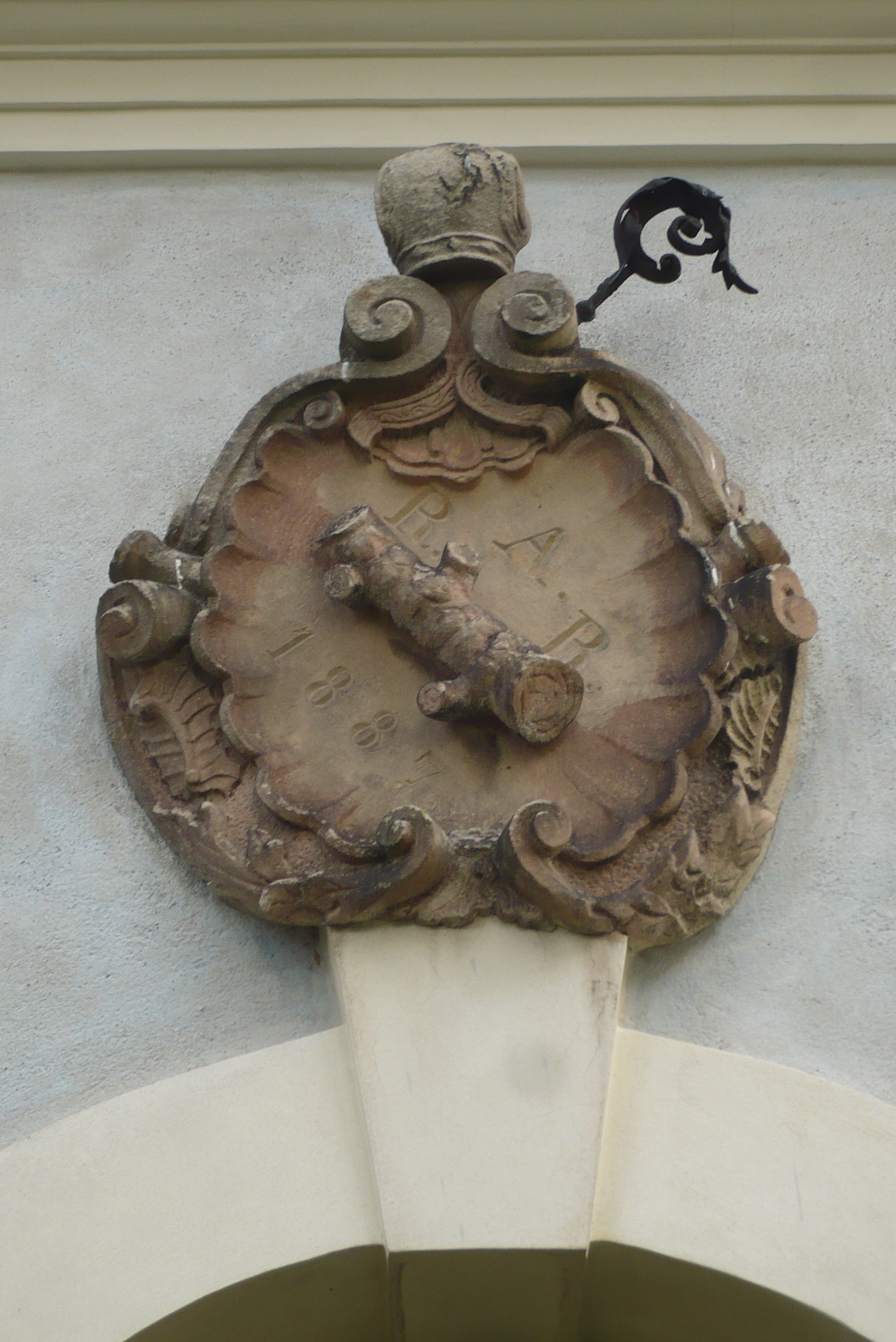
Herb na kaplicy (R.A.B 1887)
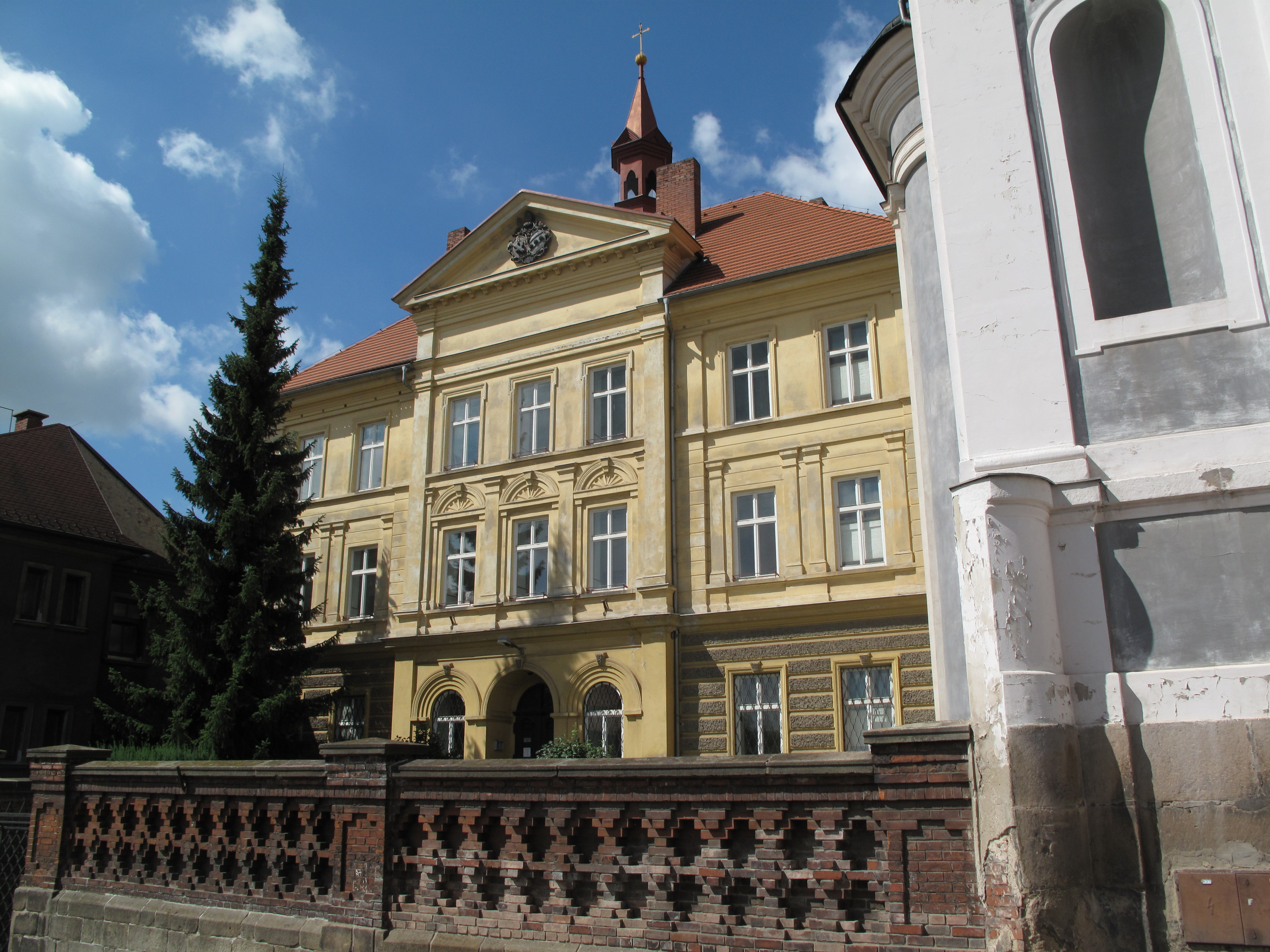
Nowe gimnazjum
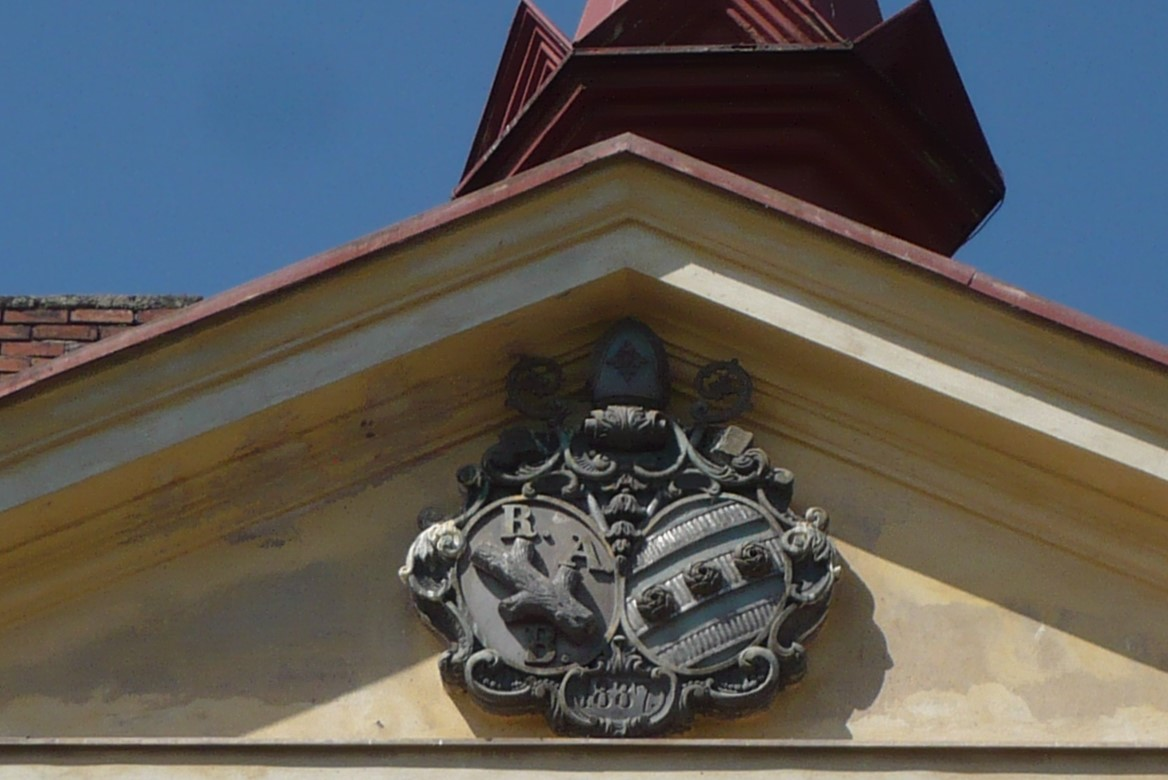
Herb na gimnazjum (RAB, 1887)